# Pietro Brielli
Pietro Brielli (Tromello, 13 febbraio 1785 – Torino, 24 marzo 1850) è stato un agronomo e politico italiano.
Direttore del Comizio agrario di Novara, Consigliere e poi Sindaco della stessa città nel 1825 e nel 1835. Il 10 luglio 1849 venne nominato senatore del Regno di Sardegna.